# Districte central del comtat de Bakharz
El districte central del comtat de Bakharz (persa: بخش مرکزی شهرستان باخرز ) es troba a la província de Razavi Khorasan, Iran. La seva capital és la ciutat de Bakharz.
Després del cens nacional de 2006, el districte de Bakharz es va separar del comtat de Taybad en l'establiment del comtat de Bakharz, que es va dividir en dos districtes de dos districtes rurals cadascun, amb la ciutat de Bakharz com a capital.
El cens del 2011 comptava amb 34.442 persones en 8.989 llars. En l'últim cens del 2016, el districte tenia 35.954 habitants en 10.197 llars.